# 5’nizza
5’nizza (ukrainisch П'ятниця – Pjatnyzja bzw. russisch Пятница – Pjatniza, auf Deutsch Freitag) ist ein im Jahr 2000 gegründetes Gesangs- und Gitarren-Duo von Andrej Saporoschez und Serhej Babkyn, die aus der ukrainischen Stadt Charkiw stammen. Sie lösten sich 2007 auf und vereinten sich wieder im März 2015.
Die Musik ist eine minimalistische Mischung aus Reggae, Pop, Chanson und Folk. Die Band produzierte die zwei Alben Пятница (Pjatniza) und O5. 2007 trennte sich die Gruppe. Das zu dem Zeitpunkt bereits teilweise produzierte dritte Album mit Gastauftritten von Musikern der Band Markscheiderkunst wurde daher von einem anderen Projekt von Andrej Saporoschez veröffentlicht.

## Geschichte

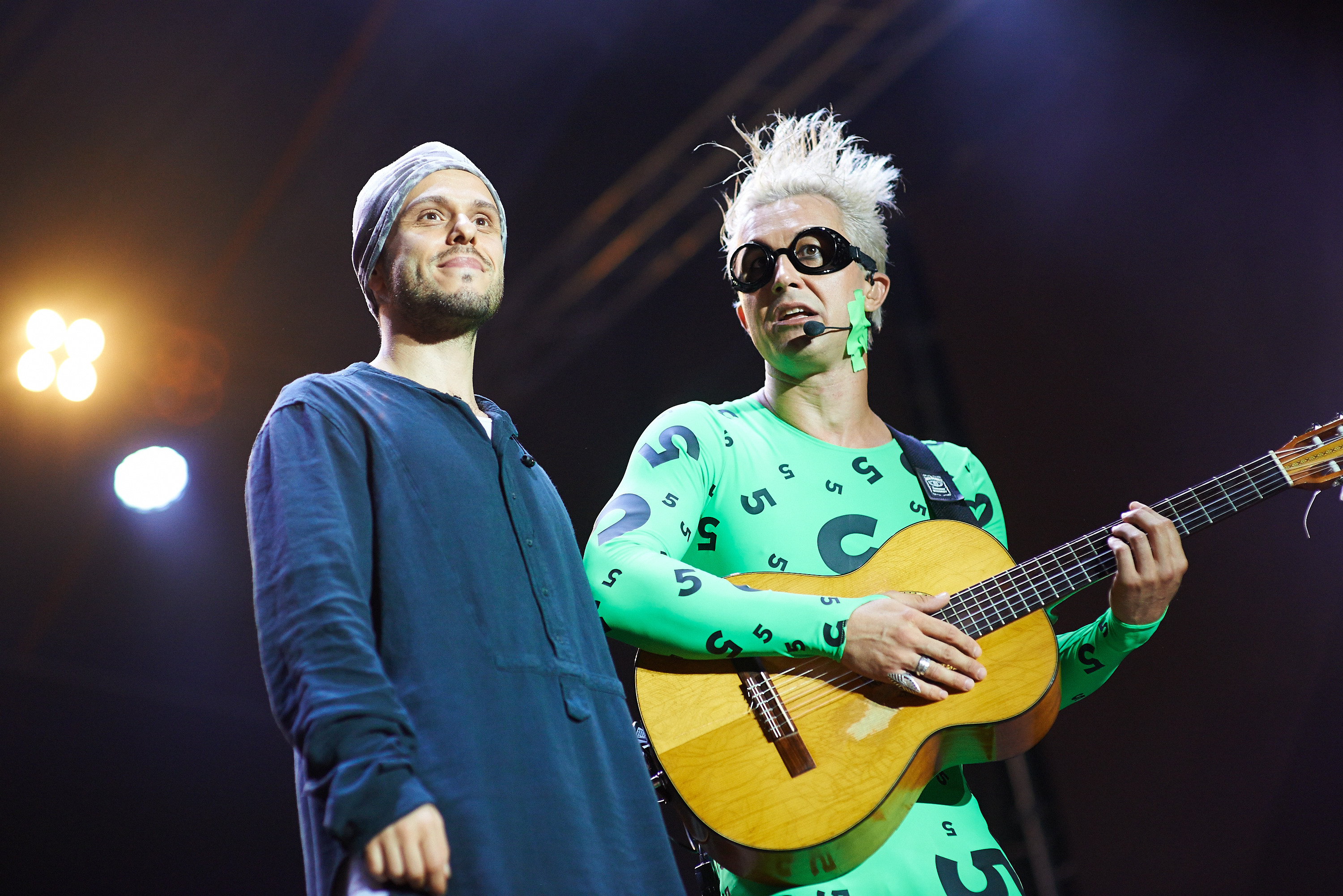
5’nizza im Jahr 2016

Andrej Saporoschez und Serhej Babkyn lernten sich 1994 in einem Gymnasium in Charkiw kennen, auf das Serhej in der zehnten Klasse wechselte. Nach dem Abitur studierten sie an verschiedenen Universitäten, hatten aber gemeinsame Freunde, die in einem dortigen Studentenwohnheim wohnten. Dort trafen sie sich regelmäßig und fingen gemeinsam an Lieder zu komponieren.
Im Sommer 2002 spielten sie mehrere Konzerte am Meer, wo sie von dem Frontmann der Gruppe W.K.? (Edik Schumejko) angesprochen wurden, ob sie nicht Interesse an Konzerten in Moskau hätten. Sie nahmen das Angebot an und schon beim zweiten oder dritten Konzert war der Club randvoll.
2002 produzierten sie ein inoffizielles Album, das unter der Hand weiter gegeben wurde und dessen Lieder große Beliebtheit erlangten. Zudem entstanden mehrere Videoclips (Sima, Soldat, Jamaika).
Das erste offizielle Album, Pyatnitsa, erschien 2003, in dem mehrere vorher entstandene Unplugged-Versionen vorkamen. Am beliebtesten war das Lied Soldat, welches oft im russischen Radio gespielt wurde.
2004 erschien das zweite Album, O’5 (ausgeschrieben „опять“, zu Deutsch „(schon) wieder“).
2007 sollte das dritte Album erscheinen. Die Produktion wurde jedoch vor der Beendigung gestoppt, da sich Andrej Saporoschez und Serhej Babkyn über die Herangehensweise nicht einigen konnten. Ursprünglich wollten sie das Album vielfältiger gestalten, indem jedes Lied von einem anderen Instrument gespielt wird. Dadurch war der für das Duo so typische Gitarrenklang nur noch zweitrangig und somit auch Serhej Babkyn. Sie entschlossen sich das Projekt 5’Nizza zu beenden und Andrej Saporoschez gründete eine Band namens SunSay, in der er der Frontmann ist und die Texte schreibt.
Am 4. März 2015 wurde die Wiedervereinigung der Band 5’Nizza bekannt und am 21. April wurde das neue Lied I Believe In You veröffentlicht. Am 1. Mai erschien das Lied Vperjod und am 21. Mai das Lied Ale.